# Port Royale 3: Pirates and Merchants
Port Royale 3: Pirates & Merchants — компьютерная игра в жанре 3D стратегия, разработанная Gaming Minds Studios. Игра была выпущена для Microsoft Windows, Xbox 360, PlayStation 3. Мировым издателем игры является Kalypso Media.

## Об игре
В начале игры Port Royale 3 игрок получает в своё распоряжение маленький торговый корабль. Затем его задача с помощью торговли разбогатеть, основать собственную державу на берегах Карибского моря, вести дипломатию со всеми державами, присутствующими в Карибском море, покупать или захватывать города и корабли, развивать столицу своего государства, выполнять задания жителей городов и вести грамотную торговлю.

## Рецензии
Игры получила смешанные оценки критиков. PlayGround поставил 8.9 баллов из 10. GameSpot поставил наоборот низкую оценку — 5 баллов из 10.
Летом 2018 года, благодаря уязвимости в защите Steam Web API, стало известно, что точное количество пользователей сервиса Steam, которые играли в игру хотя бы один раз, составляет 203 151 человек.